# Set packing
Set packing 问题是复杂性理论和组合数学中一个经典的NP完全问题，是卡普的二十一個NP-完全問題之一。

## 题目描述
给定一个有限集合 S 和一些 S 的子集，求问是否可以其中的 k 个子集，他们两两不相交。
形式化的定义：给定全集{\displaystyle {\mathcal {U}}}，和{\displaystyle {\mathcal {U}}}的一组子集{\displaystyle {\mathcal {S}}}。packing指一个集合{\displaystyle {\mathcal {C}}}满足{\displaystyle {\mathcal {C}}\subseteq {\mathcal {S}}}且{\displaystyle {\mathcal {C}}}中任意两个集合互不相交。定义{\displaystyle |{\mathcal {C}}|}为packing的大小。
对于 set packing 的決定性問題，输入是 {\displaystyle ({\mathcal {U}},{\mathcal {S}})} 对和一个整数 {\displaystyle k}，求是否存在一个大小至少为{\displaystyle k}的 packing 。对于 set packing 的最优性問題，输入是 {\displaystyle ({\mathcal {U}},{\mathcal {S}})} 对，求最大的 packing 。